# Arminia Bielefeld/Saison 1962/63
Dieser Artikel beschreibt den Verlauf der Saison 1962/63 von Arminia Bielefeld. Arminia Bielefeld trat in der Saison in der seinerzeit zweitklassigen II. Division West an und wurde als Aufsteiger Siebter. Damit qualifizierte sich die Arminia für die neu geschaffene Regionalliga West. Die Mannschaft konnte sich weder für den Westdeutschen Pokal noch für den DFB-Pokal qualifizieren. Trainiert wurde die Mannschaft zunächst Jakob Wimmer und dann ab April 1963 von Hellmut Meidt.

## Personalien

### Kader
Die Spieler werden in alphabetischer Reihenfolge genannt. Sofern bekannt wird die Position genannt. Die Zahlen in Klammern nennen die Anzahl der Einsätze und Tore in der II. Division West. Daten über Einsätze und Tore im Westdeutschen Pokal liegen nicht vor.
| Name                   | Position   | Spiele / Tore |
| ---------------------- | ---------- | ------------- |
| Wilfried Biermann      | Mittelfeld | 10 / 2        |
| Dieter Czichos         | Abwehr     | 30 / 0        |
| Peter Dammann          | Sturm      | 18 / 9        |
| Edwin Diekmann         |            | 5 / 2         |
| Günter Eifler          |            | 4 / 0         |
| Horst Gamon            | Abwehr     | 14 / 3        |
| Harry Garstecki        | Sturm      | 15 / 3        |
| Rudolf Giersch         | Abwehr     | 22 / 0        |
| Erwin Heidinger        | Abwehr     | 26 / 0        |
| Gerhard Janke          |            | 11 / 0        |
| Bernd Kirchner         | Sturm      | 26 / 12       |
| Manfred Menzel         | Abwehr     | 22 / 0        |
| Horst Mierzwa          | Sturm      | 7 / 1         |
| Horst Möntmann         | Mittelfeld | 21 / 2        |
| Bernd Naschke          | Sturm      | 11 / 2        |
| Klaus Redecker         | Abwehr     | 7 / 0         |
| Friedhelm Renno        | Torwart    | 29 / 0        |
| Werner Ruchel          | Stürmer    | 23 / 13       |
| Wolfgang Schlichthaber | Torwart    | 1 / 0         |
| Dieter Schulz          | Abwehr     | 28 / 1        |

## Saison
Alle Ergebnisse aus Sicht von Arminia Bielefeld. Grün unterlegte Ergebnisse kennzeichnen einen Sieg, rot unterlegte eine Niederlage und gelb unterlegte ein Unentschieden.

### II. Division West
| Runde | Datum              | Gegner                  | Ort      | Ergebnis |
| ----- | ------------------ | ----------------------- | -------- | -------- |
| 1     | 18. August 1962    | Duisburger FV 08        | Auswärts | 0:0      |
| 2     | 26. August 1962    | Sportfreunde Gladbeck   | Heim     | 1:2      |
| 3     | 2. September 1962  | SV Sodingen             | Auswärts | 1:0      |
| 4     | 9. September 1962  | Bonner FV               | Heim     | 2:2      |
| 5     | 16. September 1962 | Rot-Weiss Essen         | Auswärts | 1:2      |
| 6     | 23. September 1962 | SpVgg Herten            | Heim     | 1:1      |
| 7     | 30. September 1962 | SV Neukirchen           | Auswärts | 2:4      |
| 8     | 7. Oktober 1962    | TuS Duisburg 48/99      | Heim     | 2:0      |
| 9     | 14. Oktober 1962   | Eintracht Gelsenkirchen | Auswärts | 1:2      |
| 10    | 21. Oktober 1962   | VfL Bochum              | Heim     | 2:3      |
| 11    | 27. Oktober 1962   | Dortmunder SC 95        | Auswärts | 0:1      |
| 12    | 4. November 1962   | STV Horst-Emscher       | Heim     | 5:0      |
| 13    | 11. November 1962  | Duisburger SpV          | Heim     | 1:0      |
| 14    | 18. November 1962  | Sportfreunde Siegen     | Auswärts | 0:2      |
| 15    | 2. Dezember 1962   | VfB Bottrop             | Auswärts | 1:2      |
| 16    | 9. Dezember 1962   | Duisburger FV 08        | Heim     | 5:1      |
| 17    | 30. Dezember 1962  | Sportfreunde Gladbeck   | Auswärts | 0:5      |
| 18    | 28. April 1963 1   | SpVgg Herten            | Auswärts | 3:1      |
| 19    | 17. März 1963      | SV Sodingen             | Heim     | 2:2      |
| 20    | 24. März 1963      | STV Horst-Emscher       | Auswärts | 0:2      |
| 21    | 31. März 1963      | Duisburger SpV          | Auswärts | 0:1      |
| 22    | 13. April 1963     | Bonner FV               | Auswärts | 2:1      |
| 23    | 21. April 1963     | Sportfreunde Siegen     | Heim     | 5:2      |
| 24    | 4. Mai 1963        | Rot-Weiss Essen         | Heim     | 3:2      |
| 25    | 12. Mai 1963       | Eintracht Gelsenkirchen | Heim     | 1:0      |
| 26    | 19. Mai 1963       | SV Neukirchen           | Heim     | 1:0      |
| 27    | 26. Mai 1963       | TuS Duisburg 48/99      | Auswärts | 3:2      |
| 28    | 1. Juni 1963       | VfB Bottrop             | Heim     | 0:2      |
| 29    | 9. Juni 1963       | VfL Bochum              | Auswärts | 2:1      |
| 30    | 16. Juni 1963      | Dortmunder SC 95        | Heim     | 4:1 2    |

## Zuschauer
Arminia Bielefeld konnte bei den 15 Heimspielen insgesamt 155.000 Zuschauer begrüßen, was einem Schnitt von 10.333 entsprach. Damit belegten die Bielefelder mit großem Abstand Platz eins in der Zuschauertabelle. 14.000 Zuschauer kamen zum entscheidenden letzten Heimspiel gegen den Dortmunder SC 95, was gleichzeitig die am zweitbesten besuchte Partie der Saison war. Die Heimspiele gegen Eintracht Gelsenkirchen und den SV Neukirchen vor jeweils 13.000 Zuschauern waren die jeweils drittbestbesuchten Partien der Saison. Dagegen wollten nur 8500 Zuschauer das Spiel gegen den Duisburger SpV sehen.